# Barclaya
Genre
Barclaya est un genre de plantes à fleurs de la famille des Nymphaeaceae. Barclaya est un nomen conservandum.

## Liste des espèces
Le genre Barclaya compte 6 à 8 espèces :
- Barclaya hirta (Kurz ex Teijsm. & Binn.) Miq.[2]
- Barclaya kunstleri (King) Ridl.[2]
- Barclaya longifolia Wall.[3],[2]
- Barclaya motleyi Hook.f.[3],[2]
- Barclaya panchorensis Komala[3],[2]
- Barclaya rotundifolia M.Hotta[3],[2]
- Barclaya rugosa Sofiman Othman & N.Jacobsen[3],[2]
- Barclaya wellyi Wongso, Ipor & N.Jacobsen[3],[2]